# Theotima martha
Theotima martha là một loài nhện trong họ Ochyroceratidae. Loài này phân bố ở México.